# Iban Zaldua
Iban Zaldua González (San Sebastián, Guipúzcoa, 18 de febrero de 1966) es un escritor español que ha trabajado sobre todo en el ámbito del cuento, aunque también ha publicado novelas y ensayos. Escribe tanto en euskera como en castellano.

## Biografía
Es licenciado en Geografía e Historia por la Universidad del País Vasco y actualmente profesor de Historia Económica en la Facultad de Letras. Actualmente vive en Vitoria.

## Carrera literaria
Iban Zaldua ha trabajado el cuento, la novela y la crítica, pero destaca en el campo de los cuentos y las historias cortas. Participa en diversos medios de comunicación, revistas y blogs, como La Galleta del Norte, Lata, Parentesis, Argia, El País, Nabarra, Eremulauak  y Volgako batelariak, donde formó parte del comité redactor de la revista electrónica.
Sus primeros trabajos son de la década de los 80 con algunos de los cuales ganó varios premios, como con Patios (1987) Premio Ciudad de Vitoria y Veinte cuentos cortitos (1989) IV. premio Diputación de Guipúzcoa por ejemplo. Su obra más destacada comenzó a publicarse en la década de los 90. Desde que escribió Ipuin euskaldunak (Erein, 1999) con Gerardo Markuleta, abordó la producción de cuentos publicando numerosas obras significativas: Gezurrak, gezurrak, gezurrak (Erein, 2000); Traizioak (Erein, 2001); La isla de los ántropologos y otros relatos (Lengua de Trapo, 2002); Itzalak (Erein, 2004); Etorkizuna (Alberdania, 2005); Gerra zibilak (Argia, 2009); Ipuinak. Antologia bat (Erein, 2010). Fue Premio Euskadi de Literatura en Euskera 2006 por la colección de cuentos Etorkizuna.
También ha escrito novelas, incluso bastante humorísticas. Prueba de ello son sus dos novelas Si Sabino viviría (Lengua de Trapo, 2005) y Euskaldun guztien aberria (Alberdania, 2008).
También ha probado la iteratura infantil y juvenil con Kea Ur gainean (Elkar, 2002), Ile luzeen kondaira (Pamiela, 2004), dos novelas cortas, y Azken garaipena, cómic realizado junto al dibujante Julen Ribas (Xabiroi, 2011). En los Premios Euskadi de Literatura 2012 obtuvo el premio de Literatura Infantil y Juvenil por su cómic Azken garaipena.
El 6 de enero de 2015, tres cuentos suyos fueron incluidos en la antología 'Best European Fiction 2015'.

### Ensayo crítico
Iban Zaldua también aborda la crítica literaria y musical en su blog Oharrak & Hondarrak, así como comentarios musicales en el programa Faktoria de Euskadi Irratia, por ejemplo en la sección Asteko soinu banda (desde 2017), en la que ha comentado la historia musical del conflicto vasco. Zaldua ha dicho que la crítica es también "el papel del escritor como lector. Dice que ser escritor es una cuestión circunstancial, que es más natural opinar sobre lo leído".
En este campo, obtuvo el Premio Euskadi de Literatura al Ensayo en Castellano por su obra Ese idioma raro y poderoso (Lengua de Trapo, 2012).

## Premios
- 2006. Premio Euskadi de Literatura. Narración en Euskera. Etorkizuna (2005, Alberdania).[5]
- 2012. Premio Euskadi de Literatura. Literatura Infantil y Juvenil. Azken garaipena (2011, Ikastolen elkartea).[5]
- 2013. Premio Euskadi de Literatura. Ensayo en Castellano. Ese idioma raro y poderoso (2012, Lengua de Trapo).[5]

## Obra

### Libros de relatos
- Veinte cuentos cortitos (Diputación de Guipúzcoa, 1989).
- Ipuin euskaldunak (Erein, 1999), en colaboración con Gerardo Markuleta.
- Gezurrak, gezurrak, gezurrak (Erein, 2000), traducido al español como Mentiras, mentiras, mentiras (Lengua de Trapo, 2006).
- Traizioak (Erein, 2001).
- La isla de los antropólogos y otros relatos (Lengua de Trapo, 2002).
- Itzalak (Erein, 2004).
- Etorkizuna (Alberdania, 2005). Traducido al español como Porvenir (Lengua de Trapo, 2007) y al italiano como Avvenire (Gran Via, 2009).
- Ipuinak. Antologia bat (antología, Erein, 2010).
- Biodiskografiak (Erein, 2011). Traducido al español como Biodiscografías (Páginas de Espuma, 2015).
- Idazten ari dela idazten duen idazlea (Elkar, 2012).
- Inon ez, inoiz ez (Elkar, 2014). Traducido al catalán como Enlloc, mai (Godall Edicions, 2015).
- Sekula kontatu behar ez nizkizun gauzak (Elkar, 2018). Traducido al catalán como Coses que no t'havia d'explicar (Godall Edicions, 2021).
- Como si todo hubiera pasado (Galaxia Gutenberg, 2018).

### Novelas
- Si Sabino viviría (Lengua de Trapo, 2005).
- Euskaldun guztion aberria (Alberdania, 2008), traducido al español como La patria de todos los vascos (Lengua de Trapo, 2009).

### Ensayo
- Obabatiko tranbia. Zenbait gogoeta euskal literaturaz. 1989-2001 (Alberdania, 2002).
- Animalia disekatuak (Libeloak, panfletoak eta beste zenbait taxidermia-lan) (Utriusque Vasconiae, 2005).
- Ese idioma raro y poderoso. Once decisiones cruciales que un escritor vasco está obligado a tomar (Lengua de Trapo, 2012).

### Literatura infantil y juvenil
- Kea ur gainean (Elkar, 2002).
- Ile luzeen kondaira (Pamiela, 2003).

### Cómic
- Azken garaipena, junto al dibujante Julen Ribas (Xabiroi, 2011); traducido al gallego con el título A vitoria final (Urco, 2014).
- Botere handi batek, junto al dibujante Julen Ribas (Ikastolen elkartea, 2024).